# Patrice de Mac-Mahon
Marie Edmé Patrice Maurice Mac Mahon, I duca di Magenta (Sully, 13 luglio 1808 – Montcresson, 16 ottobre 1893), è stato un nobile, generale e politico francese.
Durante la seconda guerra d'indipendenza del Risorgimento italiano comandò le truppe francesi ottenendo così il titolo di Duca di Magenta e diventando maresciallo di Francia. Nel 1871 soppresse con la forza la Comune di Parigi, poi, a seguito della caduta del Secondo Impero, venne prescelto quale presidente della Terza Repubblica francese, proclamata il 30 gennaio 1875.

## Biografia

### La famiglia
Nato al castello di Sully (presso Autun), nel dipartimento della Saona e Loira, Patrice de Mac Mahon era il sedicesimo dei diciassette figli di Maurice-François de Mac Mahon (1754-1831), conte di Mac Mahon e generale francese, e di sua moglie, Pélagie de Riquet de Caraman (1769-1819) la quale era inoltre discendente diretta di Pierre-Paul Riquet, ideatore e costruttore del Canal du Midi. In realtà la nobilitazione della sua famiglia era abbastanza recente: nel 1749 suo nonno Jean-Baptiste de Mac Mahon era stato nominato marchese di Mac Mahon e d'Éguilly (feudo quest'ultimo ricevuto in dote dalla moglie Charlotte Le Belin, dama d'Éguilly) da re Luigi XV. Per queste ascendenze, la politica vigente in famiglia era prevalentemente di corrente realista.
I suoi antenati, però, erano originari dell'Irlanda dalla quale erano stati costretti a emigrare dopo le leggi penali irlandesi emanate sotto il governo di Guglielmo III d'Inghilterra contro i cattolici irlandesi; fu così che la famiglia Mac Mahon giunse in Francia dove si naturalizzò appunto nel 1749.

### L'inizio della carriera militare
Patrice de Mac Mahon entrò dal 1820 nel Petit Séminaire des Marbres di Autun, continuano poi i propri studi al collegio "Louis-le-Grand". Il 23 ottobre 1825 fece il proprio ingresso all'Accademia di St-Cyr, ove si diplomò il 1º ottobre 1827. Dal 1827 iniziò anche la sua carriera nell'esercito entrandone a far parte.

### L'esperienza in Algeria

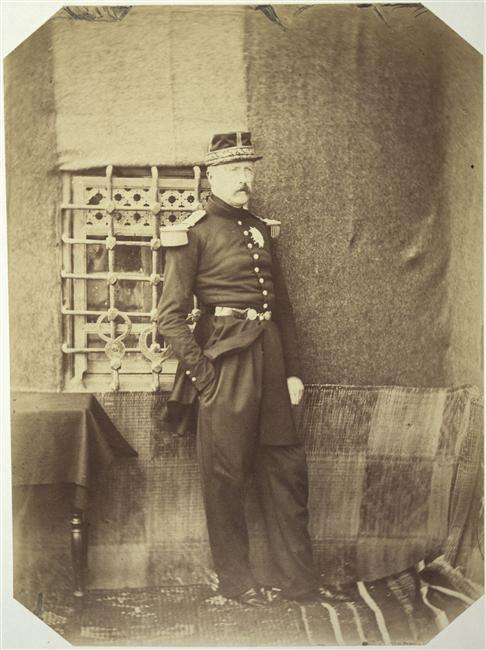
Il generale Mac Mahon in una fotografia del 1855

Mac Mahon venne agganciato al 4º reggimento ussari e prestò servizio nell'esercito come aiutante di campo del generale Achard, partecipando alla campagna di Algeri nel 1830. Trasferito al 20º fanteria di linea, si distinse sia nella presa di Algeri per capacità e coraggio oltre che il 24 novembre 1830 quando sostenne un combattimento sul colle di Mouzaia, azione che gli valse la Legion d'Onore. Richiamato in Francia, portò nuovamente l'attenzione su di sé durante la spedizione ad Anversa del 1832 al termine della quale venne nominato capitano nel 1833.
Fece ritorno nuovamente nei territori delle colonie francesi in Africa dove rimase dal 1834 al 1854. Durante questi anni, dapprima sotto il comando del generale Clauzel e poi di Damrémont, prese parte a una serie di azioni belliche, venendo ferito pesantemente durante l'assedio di Costantina del 1836, ove aveva condotto anche un'audace carica di cavalleria contro le pianure occupate dai beduini. Nel 1840 fece ritorno brevemente in Francia dove ottenne il rango di Chef d'escadron e dove rimase sino al 1841 quando decise, alla testa del 10º battaglione cacciatori a piedi, di tornare in Algeria dove nell'aprile di quell'anno prese parte alla battaglia del colle di Bab el-Thaza e nello scontro con le truppe di Abd el-Kader il 25 maggio di quello stesso anno.
Il 31 dicembre 1842, venne promosso tenente colonnello del 2º reggimento della Legione straniera e nel 1843 ne divenne comandante in sostituzione del titolare malato sino al 1845. Ebbe modo di distinguersi ancora una volta nei combattimento di Chaab el Gitta e di Aïn Kebira il 14 e il 17 ottobre 1844. Abbandonato il suo incarico presso la Legione straniera, nel dicembre del 1845 venne promosso colonnello e ottenne il comando del 41º reggimento di fanteria di linea allora d'istanza a Maghnia, sempre in Algeria.
All'inizio del 1848, venne nominato comandante della suddivisione di Tlemcen, e il 12 giugno di quello stesso anno venne nominato generale di brigata. Nel 1849 ottenne la commenda della Legion d'Onore. Venne promosso al grado di generale di divisione nel 1852, rimanendo in Algeria sino al 1855.

### La guerra di Crimea e la battaglia di Magenta

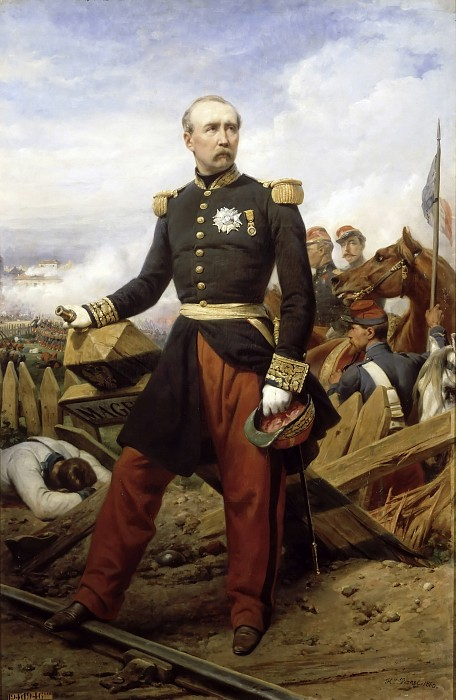
Patrice de Mac Mahon in un ritratto allegorico alla battaglia di Magenta

Allo scoppio della guerra di Crimea, prese parte al conflitto come comandante della 1ª divisione di fanteria del 2º corpo d'armata d'Oriente e da subito si distinse nella battaglia di Malachov presso Sebastopoli (8 settembre 1855), durante la quale sembra abbia esclamato la frase che gli viene sovente associata: J'y suis, j'y reste ("Qui sono, qui resto"). Dopo questi eventi gli venne offerto il posto di Capo delle armate francesi, ma egli declinò l'offerta preferendo fare ritorno in Algeria.
Nel 1856 venne nominato Senatore dell'Impero di Francia, rifiutando però ancora una volta il titolo di comandante supremo delle armate francesi e preferendo invece su sua richiesta essere inviato nuovamente in Algeria ove si dedicò alla sconfitta della resistenza del popolo cabilo. Durante questo periodo ebbe inizio inoltre la sua attività politica votando contro una legge sulla sicurezza nazionale voluta dagli estremisti dopo il tentativo fallito di assassinio dell'imperatore Napoleone III di Francia da parte del repubblicano "mazziniano" Felice Orsini.

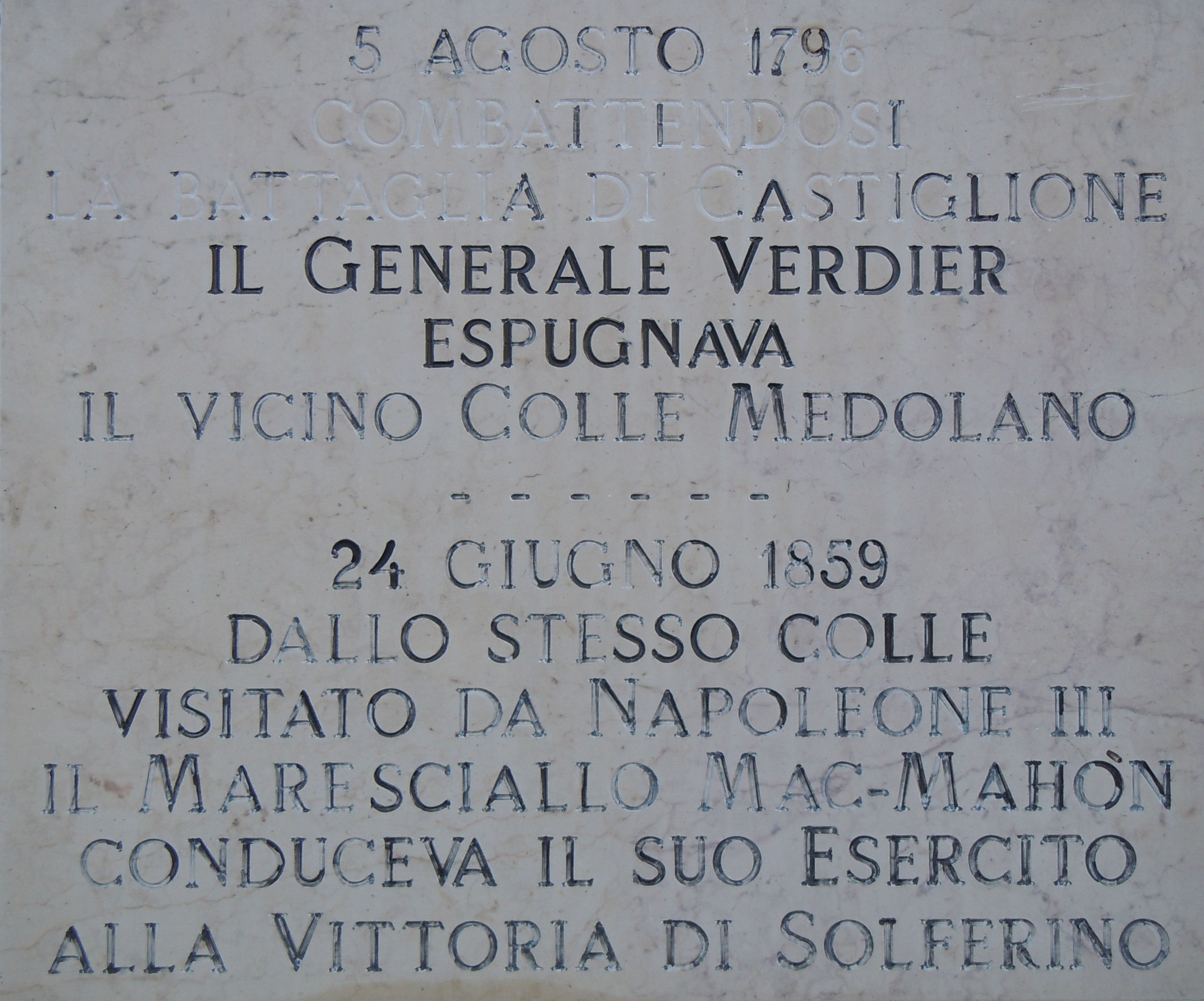
Monte Medolano, lapide commemorativa del maresciallo Mac Mahon

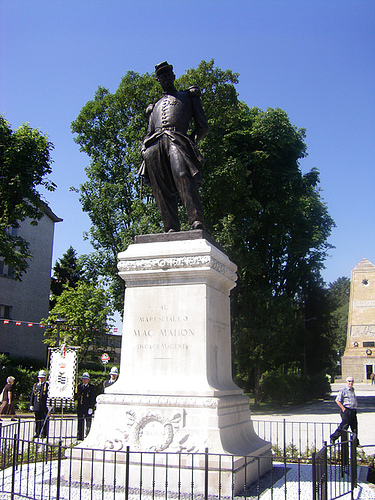
Monumento (1895) al generale Mac Mahon nei pressi della Stazione ferroviaria di Magenta eseguito dallo scultore Luigi Secchi. Coi restauri del 2009 in occasione del 150º anniversario della battaglia di Magenta il monumento è stato riportato nella posizione originaria, al centro del grande parco dedicato dalla città all'evento.

Egli combatté anche valorosamente nella seconda guerra d'indipendenza italiana come comandante del II Corpo dell'Armata d'Italia vincendo, con le forze piemontesi, gli austriaci di Ferenc Gyulay nella battaglia di Magenta del 4 giugno 1859. Dopo questo scontro ricevette il titolo di Duca di Magenta e di Maresciallo di Francia direttamente da Napoleone III sul campo di battaglia. Durante la battaglia di Magenta ebbe modo di mostrare ancora una volta la sua fede verso la Legione straniera che aveva servito e comandato in Algeria gridando a gran voce: "Ecco qui la Legione! La questione è decisa!" ("Voici la Légion ! L'affaire est dans le sac!"). La vittoria delle armate francesi nello scontro di Magenta garantì a Vittorio Emanuele II di Savoia e a Napoleone III l'ingresso e la presa di Milano l'8 giugno di quello stesso anno.
Prese parte anche alle battaglie di Solferino e San Martino (24 giugno) e Melegnano in quello stesso anno, risultando ancora una volta vittorioso e rimanendo sul campo sino all'11 luglio quando, con la firma dell'armistizio di Villafranca, le armate francesi abbandonarono l'Italia e venne decretata l'annessione della Lombardia al Piemonte.

### La guerra franco-prussiana
Terminata la guerra in Italia, Mac Mahon fece ritorno in Francia e fu acclamato come eroe, con l'imperatore che ormai lo considerava suo uomo di fiducia. Proprio per questo nel 1861 venne inviato come rappresentante dell'Impero francese all'incoronazione di Guglielmo I di Prussia. Tornò successivamente in Algeria dove venne nominato governatore generale dal 1º settembre 1864, facendo ritorno in Francia solo con lo scoppio della guerra franco-prussiana, durante la quale guidò le armate alsaziane.
Durante questi scontri, Mac Mahon comandò il I e il V Corpo d'armata francese dell'armata del Reno del Sud. Il 4 agosto 1870 la 3ª Armata prussiana attaccò la sua linea presso la città di Wissembourg, giungendo alla battaglia di Wœrth.
Il 1º settembre di quello stesso anno, i prussiani tentarono di assediare la città di Sedan, con una forza di 200 000 soldati al comando del feldmaresciallo Helmuth von Moltke. Gli sforzi dei francesi per contrastare gli attaccanti furono indecisi. Lo stesso Mac Mahon venne ferito e il comando passato al generale de Wimpffen che annunciò la resa dei francesi, seguita a breve da quella di Napoleone III del 2 settembre, al termine degli scontri che egli stava guidando personalmente a Sedan con altri 83 000 soldati.

### La Comune di Parigi e il ruolo di Presidente della Terza Repubblica Francese
Quando la Comune di Parigi venne soppressa nel maggio del 1871, Mac Mahon condusse le armate del "governo di Versailles", uccidendo nel corso degli scontri circa 30 000 comunardi, catturandone altri 38 000, di cui 7 000 vennero deportati.
Per le sue azioni in difesa della sicurezza della Francia e considerata la sua gloriosa carriera militare, nel maggio del 1873 venne eletto Presidente della Terza Repubblica francese, nominando come vice-capo dell'esecutivo (presieduto ancora dal Presidente della Repubblica) il conservatore e orleanista duca de Broglie. 
Il 30 gennaio 1875 l'Assemblea Nazionale votò, con il margine di un solo voto di maggioranza, la proclamazione formale della Terza Repubblica francese.
Dopo le elezioni del 1876, favorevoli ai repubblicani, acconsentì alla nomina di alcuni governi a maggioranza repubblicana. Nel 1877 però, in seguito a contrasti tra il governo e manifestanti favorevoli a papa Pio IX, spinse alle dimissioni il primo ministro repubblicano Jules Simon e nominò al suo posto il duca de Broglie. Il 16 maggio 1877 decise di compiere un atto di forza contro il Parlamento e sciolse l'Assemblea Nazionale, gesto che lasciò emergere la sua natura filo-monarchica; Mac Mahon era infatti intenzionato a reprimere i sentimenti repubblicani a favore del ritorno al trono degli Orléans. 
Tuttavia, alle elezioni dell'ottobre 1877 vinsero nuovamente i repubblicani e de Broglie si dovette dimettere. Mac Mahon fu costretto a richiamare al governo il repubblicano Dufaure, La posizione di Mac Mahon ne rimase pesantemente compromessa. Le forze progressiste della sinistra riportarono un notevole successo alle elezioni del 5 gennaio 1879 per il rinnovo del Senato e conseguentemente Mac Mahon si trovò privo della maggioranza parlamentare, sicché il 30 gennaio rassegnò le dimissioni.

### Gli ultimi anni

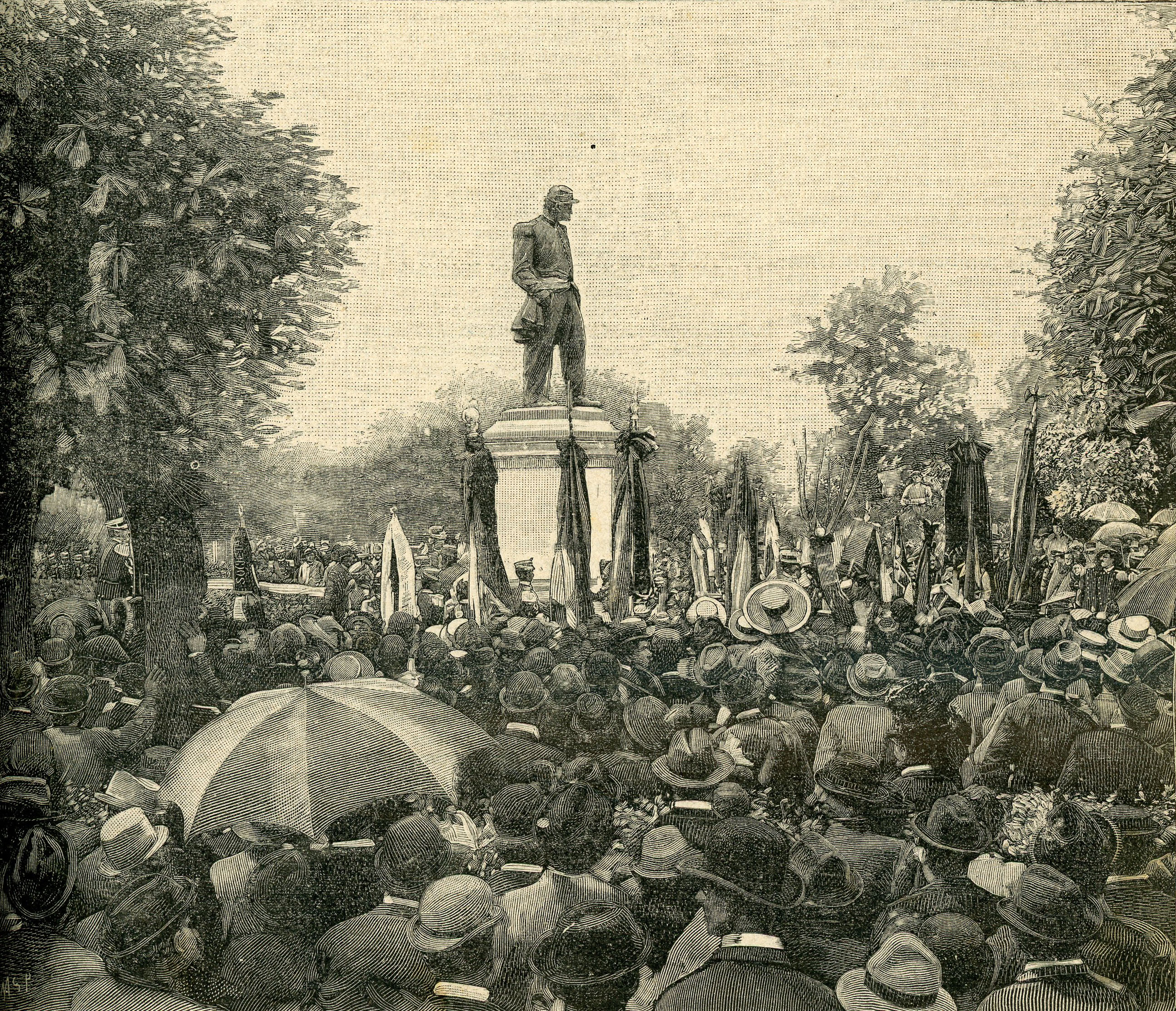
L'inaugurazione del monumento al generale Mac-Mahon nella cittadina di Magenta di cui ebbe il titolo di duca

Ritiratosi dalla politica per la vita privata, trascorse gli ultimi quattordici anni della sua vita in una quasi totale solitudine, morendo al castello de la Forêt (presso Montcresson, nel Loiret) nel 1893. Le esequie di Stato solenni vennero celebrate nella Cattedrale di Notre-Dame a Parigi con la partecipazione di molti personaggi del mondo militare e politico internazionale. Venne sepolto coi massimi onori militari nella cripta dell'Hôtel des Invalides di Parigi. Tra le alte personalità francesi presenti al suo funerale vi furono il generale Victor Février, gran cancelliere della Legion d'Onore, l'ammiraglio Henri Rieunier, ministro della Marina, il generale Julien Loizillon, ministro della Guerra, Charles Merlin in rappresentanza del Senato francese e il deputato Malvy per la Camera. L'orazione funebre venne tenuta da monsignor Adolphe Perraud.
Sulla facciata della sua residenza su rue de Bellechasse si trova ancora oggi una lapide voluta dalla pronipote:
Nel 1959, in occasione del 100º anniversario della battaglia di Magenta, il Pastificio Castiglioni di Magenta creò appositamente gli "Spaghetti del Duca", così chiamati in onore del generale Mac Mahon, eroe di quella giornata.

## Matrimonio e figli
Patrice de Mac Mahon si sposò a Parigi il 13 marzo 1854 con Elizabeth de la Croix de Castries, dalla quale ebbe quattro figli:
- Marie Armand Patrice (1855-1927) detto "Patrice", II duca di Magenta, generale
- Eugene (1857-1907)
- Marie Emmanuel (1859-1930), generale
- Marie (1863-1954), sposò Halwin de Piennes

## Araldica
| Stemma | Descrizione                                      | Blasonatura |
|        | Patrice de Mac Mahon Conte di Mac Mahon          | D'argento, a tre leoni illeoparditi di rosso riguardanti, armati e lampassati d'azzurro.                                         |
|        | Patrice de Mac Mahon Duca di Magenta (1859-1893) | al capo dei duchi dell'Impero francese; d'argento, a tre leoni illeoparditi di rosso riguardanti, armati e lampassati d'azzurro. |